# Никола Павлов (политик)
Никола Павлов Колев (Комара) е български политик от БКП.

## Биография

### Произход, образование и младежки години
Никола Павлов е роден на 3 май 1906 г. в с. (дн. гр.) Угърчин. През 1923 г. постъпва като ученик а архитектурния отдел на Държавното средно техническо училище „Цар Борис III". Член е на БРП (т.с.) от 1923 г. Участва в подготовката на Септемврийското въстание (1923). След поражението на въстанието е деловодител на ЦК на БКМС. След провал през 1931 г. е осъден по ЗЗД на 11-годишен затвор. Присъдата изтърпява в затворите в Плевен, Стара Загора, Шумен и Сливен. Освободен през 1937 г. и от 1938 г. е деловодител на ЦК на БРП (т.с.).
Участва в съпротивителното движение по време на ВСВ, заради което е арестуван многократно. Въдворяван е в лагерите Гонда вода и Еникьой. Прави неуспешен опит за бягство. Обвиняем е по Процеса срещу ЦК на БРП (т.с.) и отново е осъден на лишаване от свобода по ЗЗД. Присъдата изтърпява в затворите в София, Стара Загора, Шумен, Скопие и Плевен.

### Професионална кариера
След 9 септември 1944 г. е член на Централната контролна комисия при ЦК на БРП (к.) (между 27 декември 1948 и 28 ноември 1961 г.) и същевременно неин председател (между 27 декември 1948 и 19 декември 1956 г.). В периода 18 ноември 1946 до 27 декември 1948 г. е секретар на ЦК на БРП (к.) на партийното стопанство, финанси и администрация, а след това до 1949 г. – началник на кабинета на Георги Димитров. Последно е заместник-министър на строежите и пътищата. Бил е член на ЦК на БРП (к.) от 18 ноември 1946 до 27 декември 1948 г. и на вече преименувалата се в ЦК на БКП партия до 4 август 1949 г. Отстранен е от ЦК за „неискреност“, след което е осъден в процеса срещу Трайчо Костов и остава в затвора до 1956 г.

## Творчество
Автор е на спомени „Деловодителя на ЦК“, издадени посмъртно през 1988 г.